# Rue Riesener
Pour les articles homonymes, voir Riesener.
La rue Riesener est une voie située dans le quartier de Picpus du 12e arrondissement de Paris.

## Situation et accès
La rue Riesener est accessible à proximité par la ligne de métro 8 à la station Montgallet.

## Origine du nom
Si la proximité de l’école Boulle peut évoquer l'ébéniste Jean-Henri Riesener, il convient de préciser que la décision de donner à une rue de Paris le nom de Riesener honore une famille d'artistes, l’ébéniste déjà cité, son fils Henri-François Riesener, le fils de ce dernier Léon Riesener.
C'est de la sorte que le conseiller municipal P. Quentin-Bauchart présenta cette résolution au conseil municipal de Paris en 1912 :

« Messieurs, plusieurs de nos collègues et moi-même avons pensé qu’en donnant à une rue de Paris le nom de Riesener, vous honoreriez, non pas un artiste, mais une famille entière d’artistes parisiens qui le mérite amplement. En effet Jean-Henry Riesener, ébéniste du roi Louis XVI… Son fils Henry-François, né à Paris en 1767, fut sous le Premier Empire, peintre de portraits. Une de ses toiles est au musée du Louvre dans la salle des Sept-Cheminées. Un autre portrait, celui de Mlle Dugazon était placé dans le pavillon de la Ville de Paris à la même exposition.

Léon Riesener, fils et petit-fils des précédents, né à Paris en 1808, mort en 1878, a laissé une œuvre considérable.
Il eut une carrière de lutte contre le goût de son temps et, à l’époque de Cabanel et d’Hébert, avant Courbet et Manet, il fut l’un des premiers impressionnistes. »

La résolution fut adoptée par Quentin Bauchart, César Caire, d’Andigné, Froment-Meurice, Paul Chassaigne-Goyon, Jousselin.

## Historique
La voie est créée dans le cadre de l'aménagement de la ZAC de Reuilly sous le nom provisoire de « voie BD/12 » et prend sa dénomination actuelle par arrêté municipal du 21 novembre 1990.

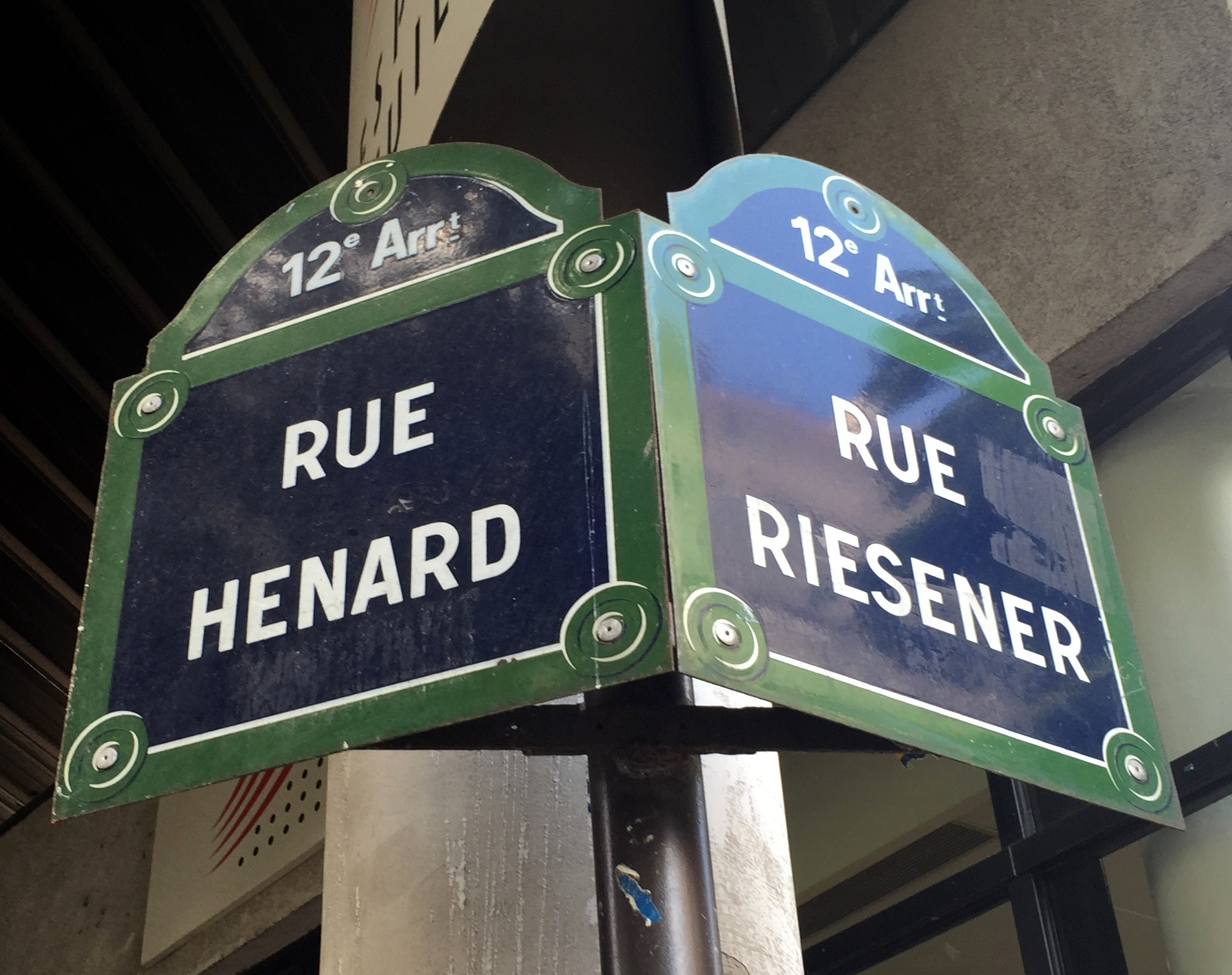
Plaque de rue de la rue Riesener, au coin de la rue Hénard.